# Парк культури і відпочинку (Рахів)
Парк культу́ри і відпочи́нку — парк-пам'ятка садово-паркового мистецтва місцевого значення в Україні. Об'єкт природно-заповідного фонду Закарпатської області. 
Розташований на території Рахівського району Закарпатської області, на північний захід від центральної частини міста Рахів (вул. Буркут). 
Площа 4,8 га. Статус отриманий згідно з рішенням облвиконкому від 18.11.1969 року № 414, рішенням облвиконкому від 25.07.1972 року № 243, рішенням облвиконкому від 23.10.1984 року № 253. Перебуває у віданні ДП «Рахівське ЛДГ» (Рахівське л-во, кв. 5, вид. 11, 25, 26, 29, 40). 
Статус надано для збереження міського парку з насадженнями модрини європейської та сосни звичайної. 

## Фотографії

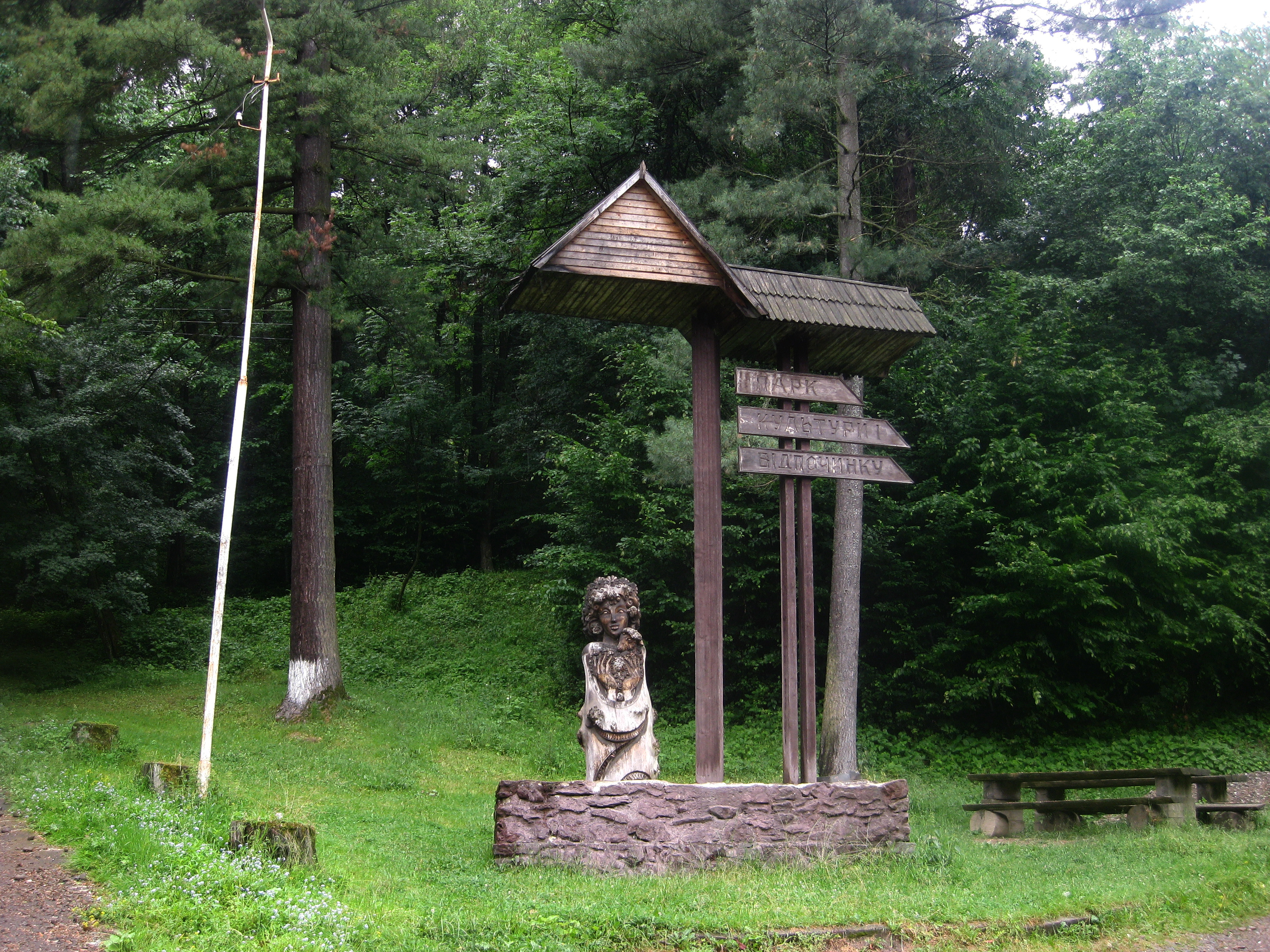
Вхід до парку
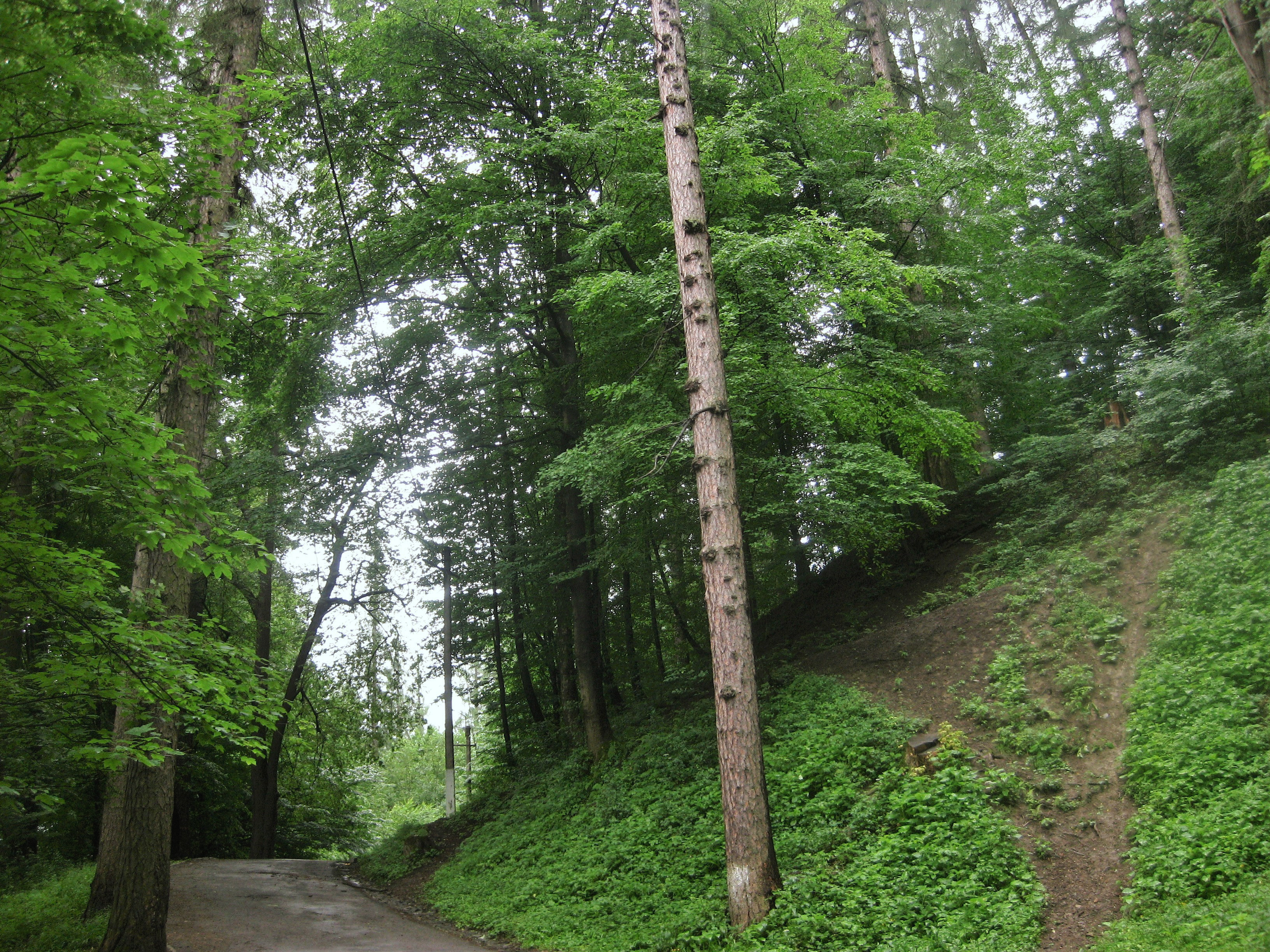
Дорога в парку
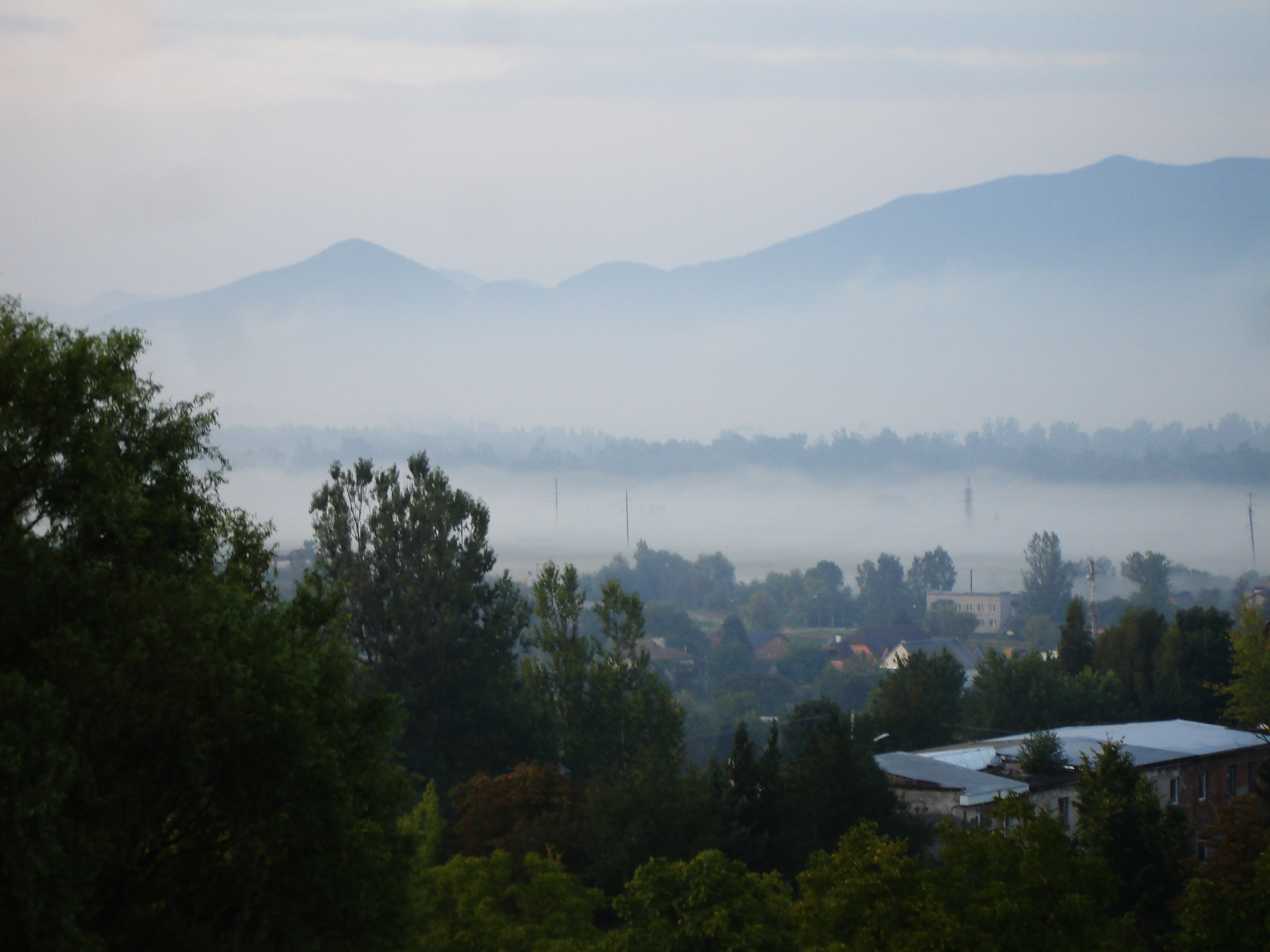
Вид з парку на Рахів